# 君臨天下 (香港)
君臨天下（英語：The Harbourside）是一個位於香港港鐵九龍站Union Square第四期的豪宅項目，發展商為恒隆地產和前地鐵公司（今港鐵公司），由巴馬丹拿設計，協興建築承建，港鐵公司管理。物業於2003年7月落成。

## 簡介

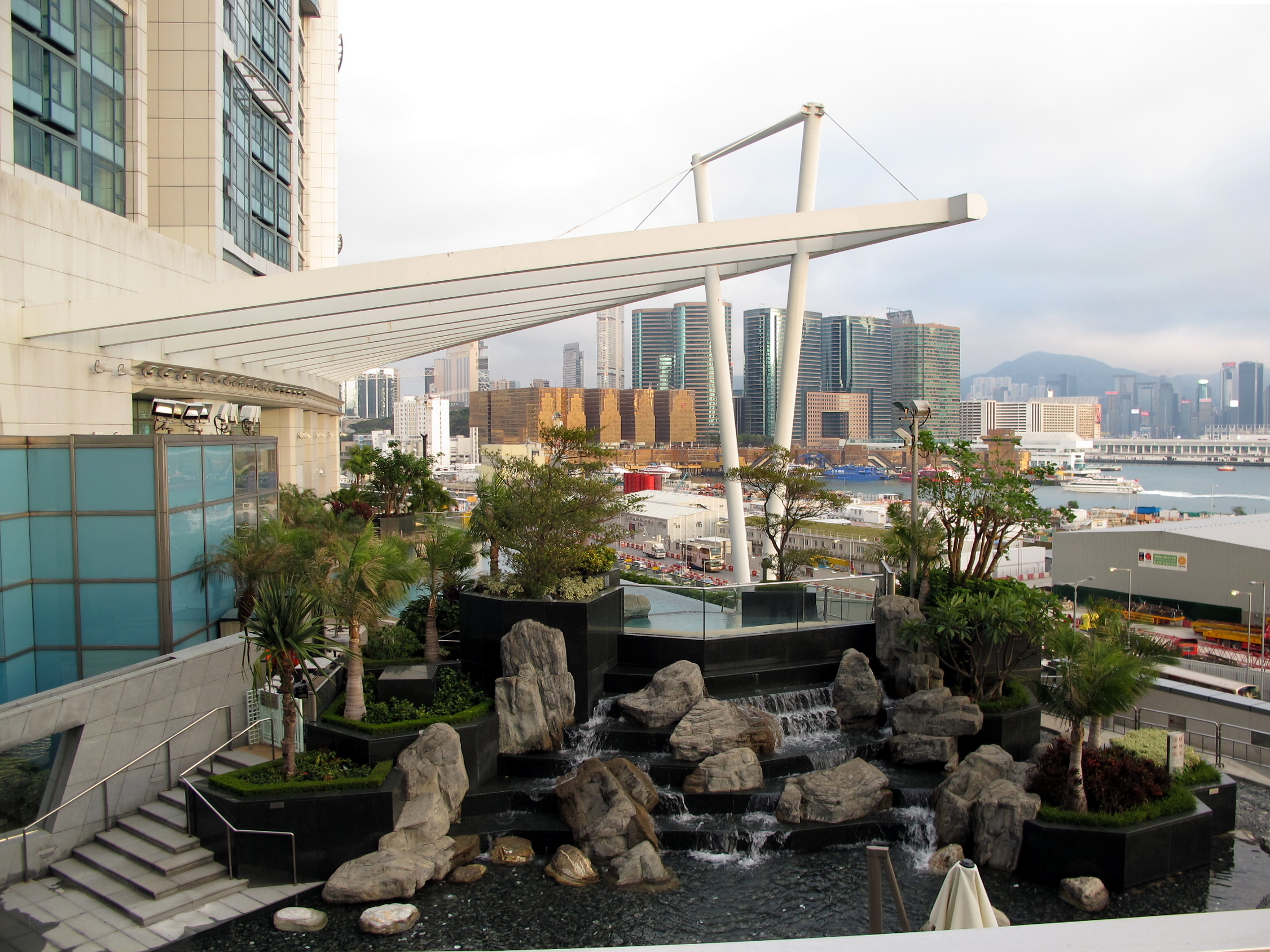
住客休憩平台

位於西九龍柯士甸道西1號的君臨天下，是三座摩天大廈，單位數目為1,122個，高度為255米，77層。物業於2003年7月落成，於2004年1月開售，但數量不多，直到2006年，只有246個單位售出，其餘的單位於2007年及2009年才再次推售。不過截至2013年，恒隆仍持有268伙君臨天下貨尾，分佈1至3座，以海景戶為主。
其建築面積由1028呎至2922平方呎不等，而部分向南的單位景觀是以維多利亞港景色及西九文化區為主，由於面積較大及有維港景觀，君臨天下向南方的單位呎價也相對較高，也是西九龍一帶呎價最貴的住宅。
2017年3月7日恒隆地產透過招標出售君臨天下最后一伙2座79至80樓C室複式豪宅，中標價約1.18億元，實用面積1,820方呎（65,036元），建築面積2,257方呎（52,414元）
君臨天下設有會所設施，包括電腦室、數碼電影院、健身中心、兒童俱樂部、多間鋼琴室、游泳池、芬蘭浴室、室內水力按摩池、雪茄室、多間多用途室等。
所有樓宇均採用日立提供的升降機。

## 分樓出售
2009年8月11日，港鐵與恒隆地產達成協議，分開銷售各自擁有的君臨天下單位，港鐵隨即以招標形式推出5個單位以測試市場反應。據悉港鐵的意向價為最低每平方呎15,000港元。其後恒隆出售君臨天下30個內園單位截擊港鐵君臨天下，其後港鐵推出君臨天下15個海景單位反擊；之後恒隆再推出一批君臨天下單位截擊新世界發展名鑄，恒隆一周已售出逾420個單位後，繼續保留200個海景單位。
直至2016年，恆隆陸續出售旗下積壓的住宅單位，包括本屋苑未售/出租單位，直至2017年初才售罄。

## 事件
- 2013年3月17日，47歲女事主黃淑勤在下午近一時，滿身鮮血，去到樓下大堂要求保安員召救護車，之後返回樓上單位。警員到場後不久，女事主就從高處墮下，倒臥在三樓平台泳池，當場證實死亡。之後消防員破門入屋，發現49歲男事主商人彭熾輝倒臥客廳，身中100多刀傷，幾乎身首異處。警方說，兩名死者是同居。女死者死前曾經致電分居丈夫，表示自己殺了人和想自殺，又說對男死者喂食了安眠藥。警方在現場也檢獲三把刀和一些安眠藥。死因仍然有待驗屍確認。另外，警方說，根據女死者的親友透露，女死者近期情緒不穩。[4]案發單位物業屬於賭王何鴻燊四太梁安琪擔任股東的公司擁有。[5]
- 2013年4月17日，香港歌手陈僖儀駕駛凌志ES300房車沿西區海底隧道返回君臨天下的寓所，在海寶路天橋上疑因大霧行錯路駛上了往旺角的支路，當駛至香港專上學院西九龍校園對出位置時，疑路滑失控擺尾，右邊車尾擦撞右邊石壆，然後反彈出路面，途經司機發現報警。陳僖儀受傷昏迷，被送往廣華醫院搶救，延至凌晨4時16分證實不治離世，享年26歲。
- 2022年5月28日晚上8時許，兩名7歲女童在平台泳池遇溺昏迷，造成一死一命危。[6]